# Macromitrium tongense
Macromitrium tongense är en bladmossart som beskrevs av Sullivant 1859. Macromitrium tongense ingår i släktet Macromitrium och familjen Orthotrichaceae. Inga underarter finns listade i Catalogue of Life.